# Bogdănești (Suceava)
Bogdănești es una comuna ubicada en el distrito de Suceava, Rumania.

## Superficie
Posee una superficie de 24,70 kilómetros cuadrados.

## Demografía
Hasta 2021 la población era de 3694 habitantes, con una densidad de población de 149,6 habitantes por kilómetro cuadrado.